# (120324) Falusandrás
(120324) Falusandrás est un astéroïde de la ceinture principale.

## Description
(120324) Falusandrás est un astéroïde de la ceinture principale. Il fut découvert le 21 juin 2004 à Piszkéstető par Krisztián Sárneczky. Il présente une orbite caractérisée par un demi-grand axe de 2,53 UA, une excentricité de 0,06 et une inclinaison de 3,7° par rapport à l'écliptique.